# Mombaça (ort)
Mombaça är en ort i Brasilien.   Den ligger i kommunen Mombaça och delstaten Ceará, i den östra delen av landet, 1 400 km nordost om huvudstaden Brasília. Mombaça ligger 251 meter över havet och antalet invånare är 17 065.
Terrängen runt Mombaça är huvudsakligen platt, men åt sydost är den kuperad. Det finns inga andra samhällen i närheten.
Omgivningarna runt Mombaça är huvudsakligen savann. Runt Mombaça är det ganska glesbefolkat, med 29 invånare per kvadratkilometer.